# Joseph Tjitunga
Joseph Tjitunga (* 21. Juli 1971 in Südwestafrika) ist ein ehemaliger namibischer Langstreckenläufer, der sich auf den Marathon spezialisiert hatte.
Er nahm an den Olympischen Spielen 1996 in Atlanta im Marathon teil und wurde 76. 1995 und 1997 nahm Tjitunga an den Leichtathletik-Weltmeisterschaften teil. Bei den Commonwealthspielen ein Jahr später in Kuala Lumpur wurde er 19.
Seine persönliche Bestzeit ist 2:21:57 h, die er am 12. August 1995 in Göteborg aufstellte.
Tjitunga ist verheiratet und hat zwei Kinder. Er ist Polizist in der Namibian Police Force.